# Kamienica przy ulicy Londzina 10 w Raciborzu
Kamienica przy ulicy Londzina 10 – zabytkowa czterokondygnacyjna, mieszkalno-handlowa, eklektyczna kamienica znajdująca się w Raciborzu, przy ulicy Londzina 10, na rogu ulic Londzina i Stalmacha. Została wybudowana na przełomie XIX i XX wieku. Mieści się w linii zabudowy ulicy, sąsiaduje z oficyną oraz zabytkową kamienicą przy ulicy Londzina 8. Elewacja budynku jest tynkowana, z zachowanym ornamentem, zwieńczona fryzem koronującym w formie konsolowym. Okna, ujęte w prostokątne obramienia, zwieńczone są fragmentami gzymsów oraz półkolistymi naczółkami. W tylnych elewacjach znajdują się dwa ryzality. Od strony ulicy Stalmacha do kamienicy przylega eklektyczna oficyna z wyraźnymi elementami secesji. Jej fasada jest boniowana, przerywana pionowymi pasami płycinowymi. Okna znajdują się w prostokątnych obramieniach, otwory okienne i płyciny w najwyższej kondygnacji tworzą formę fryzu. Budynek posiada bogatą, reliefową dekorację z motywami geometrycznymi i roślinnymi oraz półmansardowy dach. 30 grudnia 1991 roku kamienicę wpisano do rejestru zabytków pod numerem A/1451/91 (obecnie A/1109/22).